# Elecciones municipales de Tumbes de 1963
Las elecciones municipales de Tumbes de 1963 se llevaron a cabo el 15 de diciembre de 1963 para elegir al alcalde y al Concejo Provincial de Tumbes para el periodo 1964-1966. La elección se celebró simultáneamente con elecciones municipales en todo el país. Por primera vez en la historia del Perú, las autoridades locales fueron elegidas por voto universal alfabeto y directo.

## Sistema electoral
La Municipalidad Provincial de Tumbes es el órgano administrativo y de gobierno de la provincia de Tumbes. Está compuesta por el alcalde y el Concejo Provincial.
La votación del alcalde y el concejo se realiza en base al sufragio universal alfabeto, que comprende a todos los ciudadanos nacionales mayores de veintiún años, empadronados y residentes en la provincia de Tumbes y en pleno goce de sus derechos políticos.
El Concejo Provincial de Tumbes está compuesto por 14 concejales elegidos por sufragio directo para un período de tres (3) años, en forma conjunta con la elección del alcalde (quien lo preside). La votación es por lista cerrada y bloqueada. Se asigna a cada lista los escaños según el método d'Hondt.

## Partidos y candidatos
A continuación se muestra una lista de los principales partidos y alianzas electorales que participaron en las elecciones:
| Candidatura | Candidatura | Partidos y alianzas | Candidatos | Candidatos                  | Ideología                                           | Ref. |
| ----------- | ----------- | --- | ---------- | --------------------------- | --------------------------------------------------- | ---- |
|             | AP–DC       | Lista - Alianza Acción Popular - Democracia Cristiana (AP–DC) – Acción Popular (AP) – Partido Demócrata Cristiano (DC)                          |            | Temístocles Saavedra Maceda | Liberalismo Humanismo Democracia cristiana          |      |
|             | APRA–UNO    | Lista - Coalición Partido Aprista Peruano - Unión Nacional Odriísta (APRA–UNO) – Partido Aprista Peruano (APRA) – Unión Nacional Odriísta (UNO) |            | Guillermo Merino Horna      | Aprismo Conservadurismo social Populismo de derecha |      |
|             | IND         | Lista - Lista Independiente Progresista |            | Celso Carranza Bogovich     | Localismo tumbesino                                 |      |

## Resultados

### Sumario general
|                        |                                                                       |              |              |              |            |            |
| Partidos y coaliciones | Partidos y coaliciones                                                | Voto popular | Voto popular | Voto popular | Concejales | Concejales |
| Partidos y coaliciones | Partidos y coaliciones                                                | Votos        | %            | +/−          | Total      | +/−        |
|                        | Coalición Partido Aprista Peruano- Unión Nacional Odriísta (APRA–UNO) | 3,441        | 44.29        | n/a          | 6          | n/a        |
|                        | Alianza Acción Popular - Democracia Cristiana (AP–DC)                 | 2,587        | 33.30        | n/a          | 5          | n/a        |
|                        | Lista Independiente Progresista                                       | 1,741        | 22.41        | n/a          | 3          | n/a        |
|                        |                                                                       |              |              |              |            |            |
| Total                  | Total                                                                 | 7,769        |              |              | 14         | n/a        |
|                        |                                                                       |              |              |              |            |            |
| Votos válidos          | Votos válidos                                                         | 7,769        | 88.54        | n/a          |            |            |
| Votos en blanco        | Votos en blanco                                                       | 591          | 6.74         | n/a          |            |            |
| Votos nulos            | Votos nulos                                                           | 415          | 4.73         | n/a          |            |            |
| Votos emitidos         | Votos emitidos                                                        | 8,775        | 88.10        | n/a          |            |            |
| Abstenciones           | Abstenciones                                                          | 1,185        | 11.90        | n/a          |            |            |
| Votantes registrados   | Votantes registrados                                                  | 9,960        |              |              |            |            |
|                        |                                                                       |              |              |              |            |            |
| Fuente:                |                                                                       |              |              |              |            |            |

### Concejo Provincial de Tumbes
| Cargo                         | Autoridad electa           | Partido político | Partido político                |
| ----------------------------- | -------------------------- | ---------------- | ------------------------------- |
| Alcalde Provincial de Tumbes  | Guillermo Merino Horna     |                  | Coalición APRA-UNO              |
| Concejal Provincial de Tumbes | Fernando Maceda La Rosa    |                  | Coalición APRA-UNO              |
| Concejal Provincial de Tumbes | Telésforo Alemán Luna      |                  | Coalición APRA-UNO              |
| Concejal Provincial de Tumbes | Carlos de la Fuente Chávez |                  | Coalición APRA-UNO              |
| Concejal Provincial de Tumbes | Miguel Ríos Yacila         |                  | Coalición APRA-UNO              |
| Concejal Provincial de Tumbes | Pablo Aguirre Noriega      |                  | Coalición APRA-UNO              |
| Concejal Provincial de Tumbes | Sixto Quevedo Araujo       |                  | Coalición APRA-UNO              |
| Concejal Provincial de Tumbes | José Hidalgo Reyes         |                  | Alianza AP-DC                   |
| Concejal Provincial de Tumbes | Carlos Ghersi Vásquez      |                  | Alianza AP-DC                   |
| Concejal Provincial de Tumbes | Edilberto Ezcurra Vinces   |                  | Alianza AP-DC                   |
| Concejal Provincial de Tumbes | Ricardo Reyes Dioses       |                  | Alianza AP-DC                   |
| Concejal Provincial de Tumbes | Pedro Delgado Quintana     |                  | Alianza AP-DC                   |
| Concejal Provincial de Tumbes | Pablo Ortiz Castro         |                  | Lista Independiente Progresista |
| Concejal Provincial de Tumbes | José Lama Guerrero         |                  | Lista Independiente Progresista |
| Concejal Provincial de Tumbes | Óscar Romero Pérez         |                  | Lista Independiente Progresista |

## Elecciones municipales distritales

### Sumario general
| Partidos y coaliciones | Partidos y coaliciones                                                 | Voto popular | Voto popular | Voto popular | Alcaldías | Alcaldías |
| Partidos y coaliciones | Partidos y coaliciones                                                 | Votos        | %            | +/−          | Total     | +/−       |
| ---------------------- | ---------------------------------------------------------------------- | ------------ | ------------ | ------------ | --------- | --------- |
|                        | Coalición Partido Aprista Peruano - Unión Nacional Odriísta (APRA–UNO) | 1,521        | 54.91        | n/a          | 3         | n/a       |
|                        | Alianza Acción Popular - Democracia Cristiana (AP–DC)                  | 802          | 28.95        | n/a          | 1         | n/a       |
|                        | Listas independientes distritales                                      | 447          | 16.14        | n/a          | 1         | n/a       |
|                        |                                                                        |              |              |              |           |           |
| Total                  | Total                                                                  | 2,770        |              |              | 5         | n/a       |
|                        |                                                                        |              |              |              |           |           |
| Votos válidos          | Votos válidos                                                          | 2,770        | 86.73        | n/a          |           |           |
| Votos en blanco        | Votos en blanco                                                        | 269          | 8.42         | n/a          |           |           |
| Votos nulos            | Votos nulos                                                            | 155          | 4.85         | n/a          |           |           |
| Votos emitidos         | Votos emitidos                                                         | 3,194        | n/d          | n/a          |           |           |
| Abstenciones           | Abstenciones                                                           | n/d          | n/d          | n/a          |           |           |
| Votantes registrados   | Votantes registrados                                                   | n/d          |              |              |           |           |
|                        |                                                                        |              |              |              |           |           |
| Fuente:                |                                                                        |              |              |              |           |           |

### Resultados por distrito
La siguiente tabla enumera el control de los distritos de la provincia de Tumbes.
| Distrito              | Alcalde(sa) electo(a)       | Partido político | Partido político              |
| --------------------- | --------------------------- | ---------------- | ----------------------------- |
| Corrales              | Germán Olaya Dioses         |                  | Coalición APRA-UNO            |
| La Cruz               | Abelardo Saldarriaga Urbina |                  | Coalición APRA-UNO            |
| Pampas de Hospital    | Román Zapata Mogollón       |                  | Lista Independiente Electoral |
| San Jacinto           | Diego Barrientos Madrid     |                  | Alianza AP-DC                 |
| San Juan de la Virgen | Felipe Farias Vaca          |                  | Coalición APRA-UNO            |